# Хайчанка
Хайчанка — річка в Україні, у Овруцькому районі Житомирської області, ліва притока Норині (басейн Прип'яті).

## Опис
Довжина річки 12 км. Формується з декількох безіменних струмків. Площа басейну 31,6 км².

## Розташування
Бере початок на північному заході від села Павловичі. Тече на південний захід у межах села Коптівщина. Потім повертає на південний схід і тече понад селами Велика Хайча та Мала Хайча. На околиці села Папірня впадає в річку Норинь, притоку Ужа.